# Мечеть Нур-Астана
Мечеть «Нур Астана» (каз. Нұр-Астана мешіті) — мечеть в Астані. Мечеть має чотири мінарети висотою по 62 метра, висота головного купола 43 метри, а загальна площа дорівнює 3930 м. Конструкція виконана зі скла, бетону та граніту. У будівлі мечеті можуть молитися відразу до 5 000 осіб. 

## Історія
Фундамент мечеті був закладений у 2002 році. На будівництво було витрачено 6 840 000 доларів. Президент Нурсултан Назарбаєв брав участь у відкритті Центру мусульманської культури. Він подарував духовному центру обкладинку із зображенням Кааби та Коран, а урочисте відкриття відбулося 2 березня 2005 року. З моменту відкриття мечеті Нур-Астана співробітники мечеті проводять дослідження та семінари по всій країні.  
У травні 2010 року вперше Центральна мечеть «Нур Астана» у співпраці з Інститутом соціально-політичних досліджень провели опитування з метою з'ясування поглядів мусульманського населення столиці на релігійну пропаганду та освіту. 

## Архітектура
Мечеть проектував ліванський архітектор Чарльз Хафіза, а генеральним підрядником є турецька компанія Pasiner. Вітчизняні архітектори та дизайнери взяли участь у дизайні інтер’єру, а написи були оформлені відповідно до ісламської каліграфії та арабської графіки. Автор декору та художніх робіт - Газіз Ешкенов, член Спілки художників Казахстану.